# Passaporto svedese
Il passaporto svedese (svenskt pass) è un documento di identità rilasciato ai propri cittadini dal Regno di Svezia per i loro viaggi fuori dall'Unione europea e dallo Spazio economico europeo.
Vale come prova del possesso della cittadinanza svedese ed è necessario per richiedere assistenza e protezione presso le ambasciate svedesi nel mondo.

## Caratteristiche
Il passaporto svedese rilasciato dopo il 1º ottobre 2005 rispetta le caratteristiche dei passaporti dell'Unione europea.
La copertina è di colore rosso borgogna con le parole "EUROPEISKA UNIONEN", "SVERIGE" e "PASS" scritti nella parte superiore e lo stemma nazionale in basso. 
Nel passaporto biometrico (e-passport) l'apposito simbolo è posizionato sotto lo stemma e utilizza il desisgn standard .
I passaporti diplomatici sono blu scuro, con la parole "DIPLOMATPASS".